# Teresa Villarreal
Teresa Villarreal González (Lampazos de Naranjo, Nuevo León, 1883 - San Antonio, Texas, ?) fue una activa revolucionaria mexicana, escritora chicana, y organizadora feminista, que apoyó al Partido Liberal Mexicano (PLM) durante la Revolución mexicana de 1910 a 1917. Era hija de Próspero Villarreal Zuazua y de su esposa Ignacia González Cantú; y hermana de otros activistas y miembros prominentes del PLM Andrea Villarreal (1881-1963) y del General Antonio Irineo Villarreal González (1879-1944).

## Biografía
En 1887, su padre, Próspero Villarreal Zuazua, fundó la Sociedad de Trabajadores de Lampazos, en Nuevo León, México y puso a la familia en la actividad política desde una edad temprana.
Al igual que su hermana y hermano apoyó al liberal y radical Partido Liberal Mexicano (PLM) que se opuso a la dictadura del presidente Porfirio Díaz (1876–1911). Y fue obligada a abandonar México en abril de 1901, con su padre, hermana y hermanos a Texas a causa de la represión de su actividad por el régimen de Díaz.
En febrero de 1905, se mudaron a San Luis (Misuri), aprovechando la Exposición Universal de San Luis, que había atraído a una comunidad de los radicales de muchas causas. Allí se desarrollaron relaciones de amistad con organizaciones de Estados Unidos, con las que se compartían intereses, como el Partido Socialista, la Federación Estadounidense del Trabajo (acrónimo en inglés AFL) y el Trabajadores Industriales del Mundo (IWW, por sus siglas en inglés).
En 1909, Andrea Villarreal, y su hermana Teresa, encontraron un terreno social fértil en San Antonio, Texas, para difundir sus ideas en contra de la dictadura del régimen de Díaz, a través de la prensa mexicana en el exilio, que servía entre otros, a la comunidad mexicana en el sur de los Estados Unidos. Allí publicó dos periódicos, el periódico feminista La Mujer Moderna (The Modern Woman, 1910) y el revolucionario El Obrero (The Worker).
Dado que los líderes masculinos del PLM estaban continuamente bajo vigilancia, las hermanas Villareal y otras mujeres como ellas jugaron un papel clave en la causa revolucionaria. Realizaron tareas como llevar y traer mensajes, fuentes e informes de inteligencia. Un observador recordó cómo las mujeres como Andrea y Teresa Villareal asumieron responsabilidades que los hombres temían a causa de severas amenazas de la revolución: “Las mujeres en Texas fueron particularmente activas. . . tuvieron que complementar a los hombres de trabajo que estaban demasiado intimidados para hacer."[cita requerida] Las hermanas también realizaron discursos públicos junto a la Marry Harris (Mother Jones) exigiendo la liberación de los revolucionarios mexicanos, encarcelados en San Antonio.